# Manacus candei
Manacus candei là một loài chim trong họ Pipridae.
Loài chim này thường trú sinh sả tại các vùng nhiệt đới New World từ đông nam Mexico đến Costa Rica và cực tây của Panama.
Loài này hiện diện ở những vùng đất thấp và chân dốc Caribbea lên đến 700 m, được thay thế trên các sườn núi Thái Bình Dương của Costa Rica và Panama bởi loài Manacus aurantiacus]] liên quan chặt chẽ và Manacus vitellinus.